# Ferdinand Gilbault
Ferdinand Gilbault, né à Brest en 1837 et mort à Paris en 1926, est un sculpteur, graveur et médailleur français,.

## Biographie

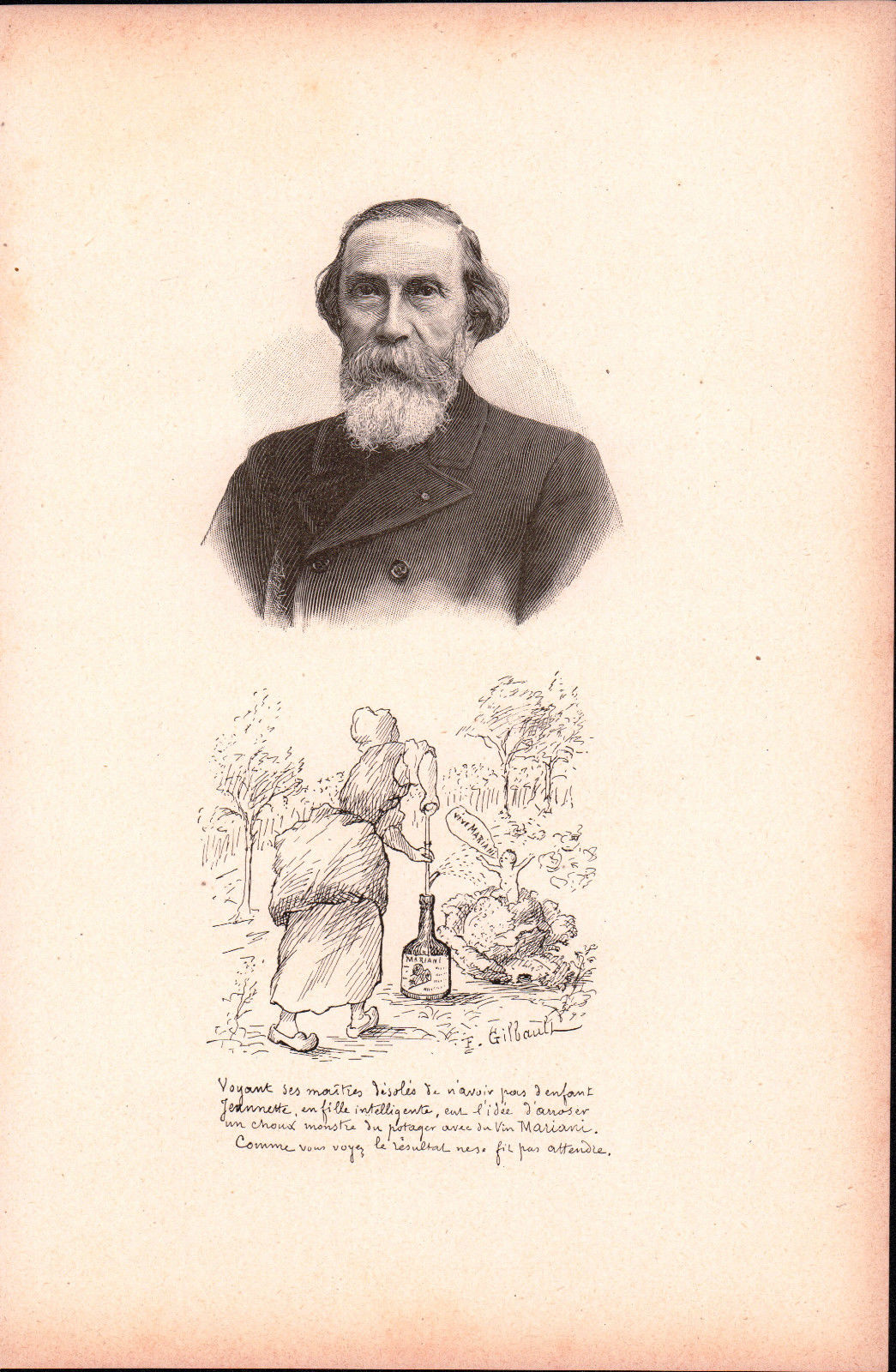
Autoportrait et publicité par Gilbaut

Ferdinand Gilbault se forme à l'école de dessin de Brest avant de rejoindre Paris en 1855 où il devient l'élève du sculpteur Hippolyte Maindron. Il produit quelques bustes avant de se tourner vers la gravure en médailles. La Société des artistes français, où il est admis, lui permet d'exposer ses œuvres. Artiste régionaliste, il conçoit des médailles inspirées par sa Bretagne natale (Bretonne, Jour de fête) et des portraits d'artistes contemporains (Albert Maignan, Jean-Léon Gérôme, François Coppée).

## Œuvres
- Médaillette pour le centenaire de la mort de Napoléon 1821-1921. 1863, en métal doré avec bélière 6,55g Ø 22,48cm [5].
- Médaille Georges Clemenceau, Aux armées, 1918 [6],[7].